# Irina Palm
Irina Palm és una pel·lícula de l'any 2007 dirigida per Sam Garbarski. És protagonitzada per Marianne Faithfull i Miki Manojlović. Es va estrenar el 13 de febrer al 57è Festival Internacional de Cinema de Berlín.

## Argument
Maggie és una vídua de mitjana edat que necessita diners desesperadament per pagar un viatge a Austràlia i que el seu net Ollie, greument malalt, que rebi tractament. Mentre camina pel Soho de Londres després d'haver tractat infructuosament d'aconseguir na feina, Maggie veu un cartell de «es busca hostessa» i entra al local per informar-se sobre l'anunci. El propietari, Miki, li explica que «hostessa» és un eufemisme i que realment el que significa és una espècie de prostituta. Encara que escandalitzada en un principi, les circumstàncies fan que Maggie finalment accepti el treball i, ajudada per la seva companya Lluïsa i pel propietari del club, aviat es converteix en la famosa «Irina Palm».

## Repartiment
- Marianne Faithfull: Maggie, Irina Palm.
- Miki Manojlović: Miki, propietari del club eròtic "Sexy World".
- Kevin Bishop: Tom, fill de Maggie.
- Siobhan Hewlett: Sarah, nora de Maggie.
- Corey Burke: Ollie, net de Maggie.
- Dorka Gryllus: Lluïsa, companya de Maggie al club eròtic.